# Виступовичі (зупинний пункт)
Виступовичі — пасажирський залізничний зупинний пункт Коростенської дирекції Південно-Західної залізниці розташований на двоколійній, неелектрифікованій лінії Овруч — Калинковичі.
Розташований у с. Виступовичі Овруцького району між станціями Словечне та Бережесть.
Приміський рух у 2025 році відсутній через близькість до кордону з Білоруссю.  